# Montélukast
Le montélukast est un antagoniste des récepteurs des leucotriènes. Il est utilisé dans le traitement de l'asthme.
Il est caractérisé par une action rapide et une efficacité vérifiée sur les exacerbations de la maladie qu'il diminue et sur la fonction respiratoire qu'il améliore. Il est bien toléré sur le plan hépatique et s'administre par voie orale.
Il est indiqué en traitement additif chez les patients présentant un asthme persistant léger à modéré insuffisamment contrôlé par corticothérapie inhalée et chez qui les bêta-2-mimétiques à action immédiate et de courte durée administrés « à la demande » (en particulier le salbutamol) n'apportent pas un contrôle clinique suffisant de l'asthme.
Il peut en même temps apporter un soulagement symptomatique de la rhinite allergique saisonnière. Il s'agit de la seule indication retenue, aux États-Unis, par la FDA, en 2020, devant les risques psychiatriques lors d'une administration prolongée.
Le produit se nomme en l'honneur de la ville de Montréal où il a été développé (tirant les quelques premières lettres de son nom de la ville) .

## Effets secondaires
Chez l'enfant, il peut provoquer des troubles du sommeil, une irritabilité, une agressivité, pouvant justifier l'arrêt du traitement. Des manifestations neuro-psychiatriques ont été retrouvées également chez les personnes âgées. Des tentatives de suicide ont été  recensées, même chez de jeunes enfants. Ces effets sont toutefois rares et le plus souvent régressif à l'arrêt du traitement, du moins pour les symptômes les plus légers.